# Christopher Wool

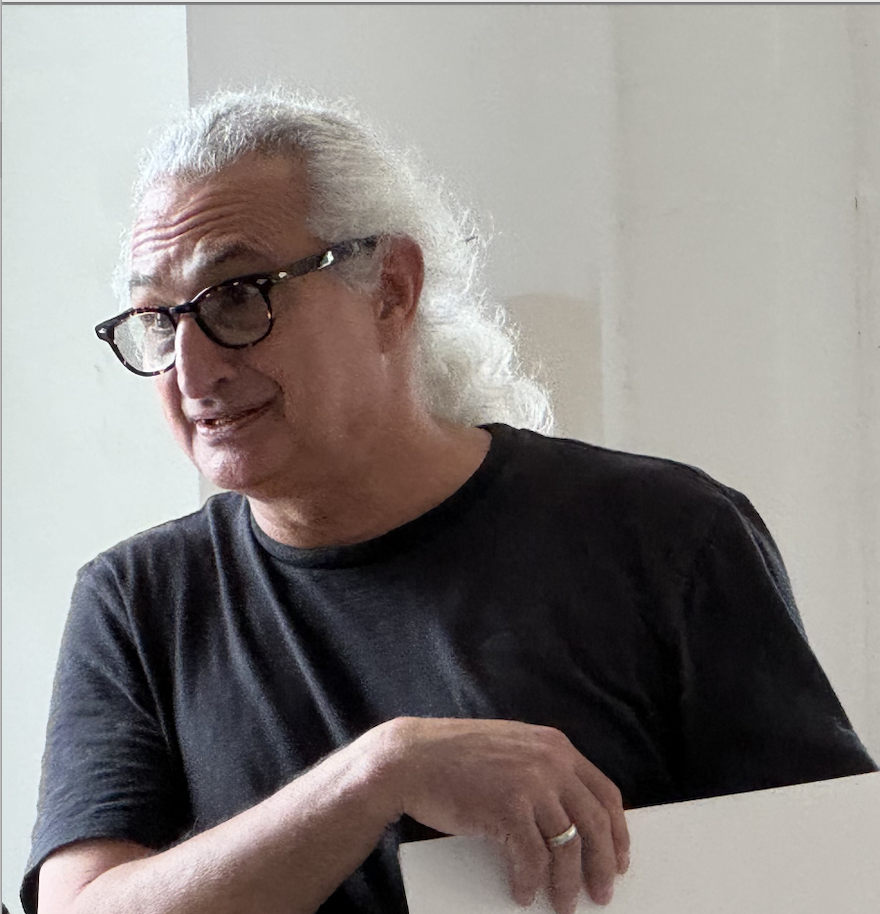
Christopher Wool

Christopher Wool (* 1955 in Boston, Massachusetts) ist ein amerikanischer Maler und Grafiker.

## Leben und Werk
Wool wurde als Sohn eines Professors der Mikrobiologie geboren. Seine Mutter war Psychiaterin. Er wuchs in Chicago auf (er gibt diese Stadt auch oft als Geburtsort an) und zog in den 1980er Jahren nach New York. Er gehörte zunächst in SoHo einer Künstlergruppe an, die um Jeff Koons, Haim Steinbach und Robert Gober entstand. Für seine ersten, Mitte der 1980er Jahre entstandenen, ornamentalen Gemälde verwendete er Farbdruckwalzen, wie sie zum Herstellen dekorativer Tapetenmuster benutzt werden.
Seit 1988 wurden Galerien und Museen auf seine großformatigen Word-Paintings aufmerksam: weißgrundierte Aluminiumtafeln, auf die er Wortfragmente (Riot, run dog run, Sell the House, Sell the Car, Sell the Kids) und Zitate in schwarzer Farbe aufmalte, aufsprühte oder in der Pochoir-Technik (Stencil) aufbrachte. Bei seinen aktuellen Arbeiten zeichnet er mit einer Sprühpistole spontan lineare Formen auf die Malfläche, die er in einem mehrschichtigen Prozess mit einem in Lösungsmittel getränkten Tuch wieder auswischt: „[...] Dadurch entsteht ein neues Bild, in dem sich klare Linien gegen gewischte Flächen behaupten müssen.“
Wool war 1992 auf der documenta IX in Kassel sowie bei der Whitney Biennial 1989 vertreten. Er lebt und arbeitet in New York und ist mit der deutschen Malerin Charline von Heyl verheiratet.

## Ausstellungen (Auswahl)
- 1988: Museum of Fine Arts, Boston The Bi-national: American Art of the Late 80s; Städtische Kunsthalle, Düsseldorf; Kunsthalle Bremen
- 1989: San Francisco Museum of Modern Art, Christopher Wool: New Work; Stedelijk Museum, Amsterdam, Horn of Plenty
- 1991: Museum Boijmans Van Beuningen, Rotterdam; Kunsthalle Bern; Kölnischer Kunstverein
- 1995: Neue Galerie am Landesmuseum Joanneum Graz und Kunsthaus Graz, Pittura Immedia
- 1998: Museum of Contemporary Art, Los Angeles; Carnegie Museum of Art, Pittsburgh; Kunsthalle Basel; Museum of Modern Art, New York, Elements of Natural
- 2000: Staatsgalerie Moderner Kunst im Haus der Kunst, München, Food for the Mind: Die Sammlung Udo und Anette Brandhorst
- 2006: Instituto Valenciano de Arte Moderno, Valencia; Musee d’Art Moderne et Contemporain, Straßburg
- 2009: Museum Ludwig, Köln, Porto – Köln
- 2013: Solomon R. Guggenheim Museum, New York
- 2014: Christopher Wool., The Art Institute of Chicago.[3]

## Auszeichnungen (Auswahl)
- 2009: Wolfgang-Hahn-Preis Köln

Am 14. Dezember 2018 hat er die komplette Ausgabe der Tageszeitung Die Welt gestaltet.